# Zehn Gebote (Koran)
Dieser Artikel wurde in der Qualitätssicherung Religion eingetragen. Hilf mit, die inhaltlichen Mängel dieses Artikels zu beseitigen, und beteilige dich an der Diskussion.
Die koranischen Zehn Gebote (arabisch الوصايا العشر, DMG al-waṣāyā al-ʿašr) stellen eine Gebotsreihe dar, die den spätmekkanischen Teilen des Korans zugerechnet wird. Sie taucht gegen Ende der 6. Sure „Das Vieh“ (arab. Sūrat al-Anʿām) auf und besteht aus fünf Geboten und fünf Verboten (vgl. 6:151-153). In der islamischen exegetischen Tradition werden diese Zehn Gebote mit denen von Mose assoziiert und sie weisen auch inhaltliche Ähnlichkeiten zum biblischen Dekalog auf (vgl. Exodus 20,2-17  und Deuteronomium 5,6-21 ).
Eine parallele, wenngleich in einzelnen Geboten von 6:151-153 abweichende, Reihe findet sich außerdem in der ebenfalls spätmekkanischen 17. Sure „Die Nachtreise“ (arab. Sūrat al-Isrāʾ). Sie wird zeitlich etwas früher angesetzt und ist mit ihren insgesamt zwölf Geboten bzw. Verboten (vgl. 17:23-39) umfangreicher als 6:151-153. Überdies bietet sie häufig eine ausführlichere Darlegung der Einzelgebote, weshalb sie, obwohl sie 6:151-153 wohl vorausging, als Erläuterung dazu betrachtet werden kann.
Für die islamische Exegese sind beide Gebotsreihen gleichermaßen wichtig und zentral, weshalb sie in Ergänzung zueinander gelesen und rezipiert wurden und werden. Einigen islamischen Gelehrten galten sie sogar als universales Gesetz der Menschheit, weshalb ihr Stellenwert innerhalb der islamischen Ethik durchaus mit der herausgehobenen Position verglichen werden kann, den der biblische Dekalog in der jüdischen und christlichen Tradition jeweils einnimmt.

## Zwei Versionen mit unterschiedlichem Adressatenkreis?
Im Koran finden sich mit 6:151-153 sowie 17:23-39 zwei Versionen der Zehn Gebote, welche beide aus spätmekkanischer Zeit stammen und vermutlich im letzten Jahr vor Muḥammads Auswanderung (arab. هجرة hiǧra) nach Medina „herabgesandt“ worden bzw. entstanden sind. Die ausführlichere der beiden Fassungen, nämlich 17:23-39, wird dabei etwas früher datiert, was auf den ersten Blick ein wenig verwundern mag, da man wohl eher damit rechnet, dass eine erneute Aufnahme der Zehn Gebote zu einem späteren Zeitpunkt nicht knapper, sondern detaillierter hätte ausfallen müssen.
Warum die prägnantere Fassung aus 6:151-153 aber jünger ist, lässt sich mitunter dadurch erklären, dass sie sich an einen anderen bzw. größeren Personenkreis richtet und damit einen weiterreichenden Geltungsanspruch erhebt als 17:23-39. Während Letztere nämlich v. a. an Muḥammad und seine Anhänger adressiert zu sein scheint, weist die kürzere Version in 6:151-153 dagegen einen eindeutig deklaratorischen Charakter auf, denn sie wendet sich als allgemeinverbindliche Rechtssetzung nach außen; im konkreten Fall an alle Bewohner der Stadt Mekka sowie die Menschen in ihrer Umgebung (vgl. 6:19.92), und somit auch an die Gegner der islamischen Urgemeinde.
Dieses Publikum stellt also, aufgrund der gegebenen Offenbarungssituation, die erste „Hörerschaft“ der Verse 6:151-153 dar, wobei der Koran sowohl unmittelbar davor (vgl. 6:136-150) als auch unmittelbar danach (vgl. 6:154-157) unmissverständlich deutlich macht, dass es sich bei der Verlesung jener Gebote um eine Anamnese handelt. Mit anderen Worten: In 6:151-153 wird nur wiederholt und bestätigt, was seit jeher als elementare Gesetzgebung der Menschheit gilt und so auch Mose (vgl. 6:154) bzw. Juden und Christen gleichermaßen (vgl. 6:156) übermittelt worden ist.
Das Verhältnis der beiden Gebotsreihen zueinander ist also je nach Lesart unterschiedlich zu bestimmen: Bei synchroner Betrachtung stellen die Verse 17:23-39 eine erläuternde Aktualisierung von 6:151-153 dar, während sie aus diachroner Perspektive eher als speziell für Muslime geltende Erweiterungen begriffen werden können, d. h. Muslime sollen sich zu einer genauer definierten Einhaltung der betreffenden Gebote verpflichten, während die nichtmuslimische Umwelt dagegen allgemeiner angesprochen wird: Sie wird zwar zur Verständigung über einen gemeinsamen Basiskanon aufgerufen, doch der Umfang der Einzelgebote wird (wenigstens vorerst) nicht genauer konkretisiert, was dem Gegenüber einen gewissen „Anpassungsspielraum“ verschafft.
Es ist aber genauso gut möglich, dass 6:151-153 in Wahrheit doch älter ist als 17:23-39, denn die genaue zeitliche Fixierung einzelner Koranpassagen ist sehr schwierig. In den islamischen Quellen finden sich zwar Aussagen über den Offenbarungsbeginn zahlreicher Suren, doch ab wann sie jeweils als abgeschlossen betrachtet werden können bzw. welche ihrer Teile zu welchem Zeitpunkt im Laufe des Herabsendungs- bzw. Entstehungsprozesses noch hinzukamen, während inzwischen schon andere Suren hinzugetreten waren, lässt sich kaum sagen.

## Wortlaut der Gebotsreihe in 6:151-153
Liest man den Koran nach seiner heutigen Anordnung, so erscheint die erste Version der Zehn Gebote gegen Ende der 6. Sure. Es handelt sich um eine spätmekkanische Passage, die vermutlich im letzten Jahr vor der Auswanderung nach Medina „herabgesandt“ worden bzw. entstanden ist. Anders als 17:23-39 richtet sie sich nicht länger nur an die Gemeinde Muḥammads, sondern an alle Menschen in Mekka und ihrer Umgebung, wie der Prolog in 6:151 sowie der Gesamtkontext der 6. Sure nahelegen. Die Verse 6:151-153 lauten wie folgt:
|    | [6:151] Sprich: Kommt her, ich will euch verlesen, was euer Herr euch (wirklich) verboten hat:                                  |
| 1  | Ihr sollt Ihm nichts beigesellen,                                                                                               |
| 2  | Und den Eltern Güte (erweisen).                                                                                                 |
| 3  | Tötet nicht eure Kinder aufgrund von Verarmung,                                                                                 |
|    | (denn) Wir versorgen (sowohl) euch als auch sie.                                                                                |
| 4  | Nähert euch nicht den Schändlichkeiten, (ganz gleich,) was von ihnen offen und was verborgen ist.                               |
| 5  | Tötet nicht das Menschenleben, das Gott für unantastbar erklärt hat, es sei denn bei vorliegender Berechtigung.                 |
|    | Dies hat Er euch aufgetragen, auf dass ihr verständig werdet.                                                                   |
| 6  | [152] Und nähert euch nicht dem Vermögen des Waisenkindes, es sei denn auf die beste Art, bis es seine Vollkraft erreicht hat.  |
| 7  | Gebt volles Maß und Gewicht nach Gerechtigkeit.                                                                                 |
|    | Wir fordern von den Menschen nur das, was sie vermögen.                                                                         |
| 8  | Und wenn ihr aussagt, dann seid gerecht, auch wenn es um einen Verwandten geht.                                                 |
| 9  | Erfüllt den Bund Gottes. |
|    | Dies hat Er euch aufgetragen, auf dass ihr es bedenket.                                                                         |
|    | [153] (Und Er hat euch geboten:) Dies ist Mein Weg, er ist gerade,                                                              |
| 10 | Also folgt ihm und folgt nicht den (verschiedenen) Wegen, sonst führen sie euch in verschiedene Richtungen von Seinem Weg fort. |
|    | Dies hat Er euch aufgetragen, auf dass ihr gottesfürchtig werdet.                                                               |

## Kontext der 6. Sure
Die 6. Sure mit dem Titel al-Anʿām („das Vieh“), in welcher die kürzere Fassung der koranischen Zehn Gebote (arab. al-waṣāyā al-ʿašr) zu finden ist, stammt nach klassisch-islamischer sowie auch islamwissenschaftlicher Auffassung aus spätmekkanischer Zeit. Einzelne ihrer Verse könnten zwar medinensische Einschübe sein (z. B. 6:91), doch die in der Sure verhandelten Themen sowie ihr Adressatenkreis deuten ohne Zweifel auf einen mekkanischen Offenbarungs- bzw. Entstehungskontext hin. Der Text der Sure weist eine weitestgehend kohäsive Oberflächenstruktur sowie eine hohe inhaltliche Kohärenz auf, was schon Theodor Nöldeke schlussfolgern ließ, „daß die Mehrzahl der einzelnen Teile innerhalb eines eng begrenzten Zeitraumes entstanden ist“. Man darf demnach davon ausgehen, dass es sich bei al-Anʿām um einen einheitlichen Text handelt, der ganz bewusst zu den Zehn Geboten hinführen will. Letztere sind daher wohl kaum sekundär an betreffender Stelle eingefügt worden.
Thematisch ist die 6. Sure im Wesentlichen bestimmt vom Lobpreis Gottes und Seiner Schöpfermacht sowie von der Klage über den Unglauben (arabisch كفر Kufr) der Leugner, die weder Sein Wirken in der Natur dankbar (an)erkennen noch Sein strafendes Handeln in der Geschichte zur Mahnung nehmen (vgl. 6:1-73.91-117.123-135). Stattdessen sprechen sie Gott Teilhaber zu, folgen der Willkür und begehen (dadurch) auf verschiedene Weise Sünden. „Unrecht“ (ظلم ẓulm) mag in diesem Zusammenhang als ein negatives Leitwort der Sure betrachtet werden (18 Nennungen). Es kann sich auf dogmatische, kultische und ethische Vergehen der Menschen gleichsam beziehen: So erwähnt die 6. Sure beispielsweise die in Arabien praktizierten Kindsopfer, um auf die gewaltige Schädlichkeit von Götzendienst und Rechtsverwirrung hinzuweisen (vgl. 6:137.140). Demgegenüber betont Gott, dass Er selbst kein Unrecht tut (vgl. 6:131.160) und unterstreicht mehrfach Sein unbedingtes Bekenntnis zur Barmherzigkeit (vgl. 6:12.54.70.131.133.160.164), welche mit insgesamt zehn Nennungen ein positives Leitmotiv der Sure darstellt.
Vor diesem Hintergrund liest sich die Sure zwar als strenger, jedoch im Grundtenor wohlwollender Appell: Mit dem Koran soll Muḥammad die Menschen der Stadt Mekka und ihrer Umgebung sowie alle, die er sonst damit erreichen kann, zur Umkehr rufen (vgl. 6:19.92). Gott signalisiert, dass Er Sich den Arabern gnädig zuwenden und sie aus den Finsternissen ihres Unwissens sowie ihrer rohen Sitten herausführen will (vgl. 6:39.122). Bisher meinten sie, dass Gott nur Juden und Christen Offenbarungswissen gegeben habe, und waren gekränkt deswegen, doch jetzt ergeht Sein Wort auch an sie und sie haben künftig keine Ausrede mehr für ihren falschen Lebenswandel, wenn sie die göttliche Rechtleitung und Barmherzigkeit verwerfen (vgl. 6:124.155-157). Letzteres steht ihnen nach 6:104.135 und weiteren Versen zwar nach wie vor frei, doch in diesem Fall müssen sie damit rechnen, dass es ihnen im Jenseits nicht wohlergehen wird.
Neben den Zehn Geboten enthält die 6. Sure einige weitere, für die islamische Exegese bedeutende Verse, und zwar: die zweimalige Erklärung, dass Gott Sich selbst vorgeschrieben habe, barmherzig zu sein (vgl. 6:12.54), sowie die Zusage, dass Er jede gute Tat zehnfach belohnen, jede schlechte Tat jedoch nur einfach vergelten werde (vgl. 6:160); zentral sind ferner die Toleranzgebote in 6:68-70 und 6:108, von denen sich ersteres auf das Erdulden von Schmähungen der eigenen Religion bezieht, während letzteres verbietet, die Götzen zu beleidigen, auf dass – als Reaktion darauf – nicht Gott selbst gelästert werden möge. Die Anhänger der paganen Kulte sollen also davor geschützt werden, sich durch blasphemische Äußerungen (noch mehr) zu versündigen.

## Einige Gebote aus 6:151-153 in Einzelbetrachtung

### Vorrede
[6:151] Sprich: Kommt her, ich will euch verlesen, was euer Herr euch (wirklich) verboten hat.
Unmittelbar vor Verlautbarung der Zehn Gebote – sowie teils schon früher (vgl. 6:118-121) – wird in der 6. Sure die Frage erörtert, welche Speisen verboten sind (vgl. 6:136-150). Der Koran bezeichnet die altarabischen Vorstellungen hierzu als absolut willkürlich und erfunden, zumal sie mit der Götzenanbetung zusammenhängen. Gott übt Kritik an Stammesführern und heidnischen Priestern, die den Menschen auf Basis eines ohnehin fragwürdigen Kults beliebig Verbote auferlegen, während sie die eigentlichen Regeln und Prinzipien, welche für das gesellschaftliche Wohl unabdingbar sind, komplett missachten.
Es ist dieser kultkritische Kontext, in dem die Zehn Gebote vorgetragen werden. Dabei zeigt der Imperativ qul (قُلْ „Sprich!“) an, dass sie – anders die längere Fassung in 17:23-39 – in der Tat öffentlich deklariert werden sollen. Sie betreffen also nicht nur den Kreis der Gläubigen um Muḥammad, sondern die Allgemeinheit, daher verzichtet der Text auch auf religionsspezifische Verordnungen. Im Mittelpunkt steht vielmehr, wie das Zehnte Gebot in 6:153 verdeutlicht, die Vereinigung des Volkes durch die Anerkennung und Achtung gemeinsamer Grundsätze für ein gedeihliches Zusammenleben: Gottes ist die wahre und einzige Rechtleitung (vgl. 6:71) und Er ist der Schiedsrichter (vgl. 6:114), daher können die Zehn Gebote als theonome Grundsätze auch religionsübergreifend angenommen und internalisiert werden.
In diesem Zusammenhang kommen auch Juden und Christen in den Blick, denn schon die in 6:90 geäußerte Forderung, sich an der Rechtleitung der früheren – von Abraham bis Jesus reichenden – Propheten zu orientieren, bildet eine erste Grundlage dafür, die Zehn Gebote aus 6:151-153 in eine heilsgeschichtliche Tradition zu stellen. Besonders deutlich wird dieser Bezug aber v. a. in den Versen 6:154 und 6:161, welche auf die Zehn Gebote folgen. Ersterer schlägt nämlich ganz explizit eine Brücke zum „Buch“ des Mose als einer „ins Einzelne gehenden Darlegung (تَفْصِيل tafṣīl) aller Dinge und als Rechtleitung und Barmherzigkeit“, während letzterer einen Bezug zwischen der Botschaft Muḥammads und der großen Frömmigkeit Abrahams herstellt, welcher Gottes geradem Weg (صراط مستقيم ṣirāṭ mustaqīm) folgte und Ihm nichts zuzugesellen pflegte. Beide Verse laden somit unmissverständlich zu einem Miteinander der drei Schriftreligionen ein, weshalb die Gebotsreihe von 6:151-153 – trotz ihres zunächst vornehmlich arabischen Adressatenkreises – wohl eine darüber hinausreichende Gültigkeit beansprucht. Dass dieser Geltungsanspruch ein universaler ist, verrät dagegen – neben der allgemeinen Formulierung jener Zehn Gebote – mitunter auch das Bundesgebot in 6:152, welches sich im Horizont von 7:172-173 lesen lässt und damit auf eine primordiale Absprache zwischen Gott und allen Menschen hindeuten könnte.

### Begründung der Gebote
[6:151] (…) Dies hat Er euch aufgetragen, auf dass ihr verständig werdet.
[6:152] (…) Dies hat Er euch aufgetragen, auf dass ihr es bedenket.
[6:153] (…) Dies hat Er euch aufgetragen, auf dass ihr gottesfürchtig werdet.
Jeweils am Ende der drei Verse 6:151-153 folgt auf die zuvor genannten Gebote eine Begründung derselben. Sie beschreiben eine stufenweise Entwicklung und verdeutlichen damit den ethischen Charakter der Gebotsreihe.
So schließt Vers 6:151 etwa mit einer Aussage, die nahelegt, dass die zuvor genannten fünf Vergehen (d. h. Götzendienst, Geringschätzung der Eltern, Kindstötung, Unzucht und Mord) in der arabischen Stammesgesellschaft der damaligen Zeit offenbar gang und gäbe sind. Sie zu verbieten zielt offenbar darauf ab, die Menschen erst einmal zur Besinnung kommen zu lassen, denn عَقَلَ ʿaqala/يَعْقِلُ yaʿqilu, das arabische Verb für „verständig werden“, leitet sich von عقل ʿaql („Verstand“, „Vernunft“, „Besinnung“, „Einsicht“) her. Die Vernunft des Menschen soll angeregt werden und einen inneren Wandel bewirken.
Auf die Unterbrechung des falschen Tuns sowie das Einsetzen des Verstands soll nämlich ein Prozess der Reflexion folgen, wie die Schlussbemerkung: „auf dass ihr es bedenket“, in 6:152 verdeutlicht. Die Adressierten sollen eingehender darüber nachdenken, warum die genannten Vergehen böse sind, und auf dieser Grundlage erkennen, dass Gott ihnen die betreffenden Gebote zu ihrem eigenen Wohl gibt. Dies ermöglicht ihre Bejahung als etwas Gutes und damit ihre Internalisierung. Dabei kommt verstärkend zum Tragen, dass تَذَكَّرَ taḏakkara/يَتَذَكَّرُ yataḏakkaru als arabisches Verb für „bedenken“ auch „sich erinnern“ bedeutet: Der Mensch trägt das Bewusstsein um die Schädlichkeit der genannten Sünden also bereits in sich, selbst wenn er es lange Zeit über erfolgreich unterdrückt oder sein falsches Tun anderweitig entschuldigt haben mag.
Das Ende von 6:153 deutet schließlich auf eine Vollendung des inneren Vorgangs hin: Nach seiner theoretischen Bejahung der Gebote kann sie der Mensch nun auch in der Praxis befolgen (oder immerhin danach streben). Ermöglicht wird dies durch eine ethische Haltung, die in 6:153 mithilfe des Verbs اِتَّقَى ittaqā/يَتَّقِي yattaqī („gottesfürchtig sein“, „sich in Acht nehmen“; „rechtschaffen sein“) beschrieben wird. Gottesfurcht (تقوى taqwā) als Schamgefühl vor Gott ist deshalb ein entscheidender Motor für ethisches Handeln, weil die Gebote um ihretwillen auch dann befolgt werden, wenn die Übertretung bestimmter Normen vom „Staat“ nicht bestraft werden kann. Der Mensch fühlt sich demnach in erster Linie vor Gott verantwortlich und trachtet daher nach Seinem Wohlgefallen, anstatt um jeden Preis auf eigenen irdischen Vorteil bedacht zu sein.

### Bedeutung des Alleinverehrungsgebots
[6:151] (…) Ihr sollt Ihm nichts beigesellen. (…)
Die Aufforderung, nur dem einen Gott zu dienen, ist in beiden Fassungen das erstgenannte der Zehn Gebote im Koran. Es lautet nun aber nicht: „Glaubt an Gott!“, da Glaube als intrinsische Größe ja nicht per Dekret einklagbar ist. Stattdessen firmiert es als Verbot des Götzendiensts, was den rechtlichen – und nicht etwa dogmatischen! – Charakter der Gebotsreihe unterstreicht. Das „Verbot des Beigesellens“ bezieht sich im gegebenen Kontext auf die Vereinheitlichung des Rechtssystems, d. h. Gott steht für bestimmte Werte und Prinzipien, die in den Zehn Geboten jeweils zusammengefasst sind und in Abgrenzung zu anderen, gegenteiligen Sitten und Bräuchen artikuliert werden.
Wenn Gott der Gesetzgeber ist, dann bringt die Verehrung weiterer Herren eine Verwirrung des Rechts mit sich, da heidnische Kulte mit ihren Kindsopfern, magischen Praktiken usw. vieles von dem, was Gott für gut, gerecht und anerkannt erklärt hat, unterminieren. Deshalb heißt Gott am Ende der anderen Fassung in 17:23-39 beispielsweise auch, dass Gott die zuvor genannten Vergehen missbilligt und Ihm daher nichts zur Seite gestellt werden soll, was die Unbedingtheit dieses Wertemaßstabs konterkariert (vgl. 17:38-39). Dasselbe gilt ferner im Hinblick auf 6:153, wo Gott am Ende der Gebotsreihe betont, dass Sein gerader Weg (صراط مستقيم ṣirāṭ mustaqīm) die Beachtung der erwähnten Grundsätze beinhalte. Für betende Muslime, die am Tag mehrfach darum bitten, auf ebendiesen ṣirāṭ mustaqīm geführt zu werden (vgl. 1:6), haben die Zehn Gebote aus 6:151-153 somit absolute Verbindlichkeit; doch nicht nur für sie, wie u. a. das Bundesgebot in 6:152 nahelegen könnte.
Das Alleinverehrungsgebot in 6:151 ist für den frühislamischen Kontext deshalb von großer Bedeutung, weil die heidnischen Araber zur Zeit Muḥammads vielen Götzen dienten, die sie in kultischer, politischer und sozialer Hinsicht auf moralische Abwege führten. Die Verehrung von Stammesgottheiten beförderte nämlich nicht zuletzt den Tribalismus und damit ein System immer wiederkehrender Gewalt und Verwerfung. Stammeshäupter und Priester forderten von ihren Gemeinschaften – nicht zuletzt mit Rekurs auf den vermeintlichen Willen der jeweiligen Gottheit – bedingungslosen Gehorsam, auch im Unrecht. Da es weder eine zentrale Machtinstanz noch eine gemeinsame Rechtsprechung gab, herrschte das Recht des Stärkeren. Zur Überwindung der andauernden Gewalt zwischen rivalisierenden Stämmen und der Rechtlosigkeit bestimmter Bevölkerungsgruppen (Frauen, Kinder, Sklaven, Fremde etc.) sowie zur Sicherung allgemeinverbindlicher Werte und Prinzipien bedurfte es daher einer übergeordneten gesetzgeberischen Instanz, welche mit dem einen – bzw. nach altarabischer Vorstellung: höchsten – Gott الله Allāh (dt. „der Gott“) identifizierbar war.
Dem einen Gott zu dienen, bedeutete in diesem Zusammenhang auch eine Befreiung von der عبادت العباد ʿibādat al-ʿibād, also der Versklavung durch andere Menschen: Nicht die Stammesführer und ihre Willkür sollten länger das Gesetz repräsentieren, sondern Gott, dessen Gebote für jedermann gleichermaßen gelten. Der einzelne Mensch sollte außerdem nicht weiterhin auf kultische Mittlerfiguren wie Priester, Seher oder Magier angewiesen sein, die einen exklusiven „Draht“ zu dieser oder jener Gottheit für sich beanspruchten und damit Macht ausübten. Stattdessen durfte sich jeder Einzelne unmittelbar als Diener Gottes begreifen. Er konnte sich persönlich an ihn wenden, was ebenfalls zu einer gewissen Nivellierung der gesellschaftlichen Strukturen führen sollte.
Von Menschen ausgeübte Autorität verliert mit dem Alleinverehrungsgebot freilich weder ihre Berechtigung noch ihre Wichtigkeit, doch sie erhält eine Bezugsgröße, auf welche hin sie überprüfbar ist, d. h. die Macht des Menschen ist immer von Gott delegiert und geliehen: Herrschen ist zugleich Dienen. Orientiert sich das Handeln von Staat und Obrigkeit demnach am Rechts- und Fürsorgeprinzip Gottes, sprich schützt es die in den Zehn Geboten geäußerten Grundwerte und strebt nach Gerechtigkeit, so ist es prinzipiell auch rechtmäßig, d. h. in Gottes Herrschaft eingebunden.

### Elterngebot
[6:151] (…) (Ihr sollt) den Eltern Güte erweisen. (…)
Auf das Alleinverehrungsgebot folgt in 6:151 (und 17:23) unmittelbar das Elterngebot, und zwar gewissermaßen in einem Atemzug, da der betreffende Teilvers وَبِالْوَالِدَيْنِ إِحْسَانًا wa-bil-wālidayni iḥsānan keinen eigenständigen Satz bildet. Andererseits ist das Elterngebot in 6:151 das erste von drei aufeinanderfolgenden Familiengeboten und mag somit gleichsam als Beginn einer neuen Gebotsgruppe verstanden werden.
Die hohe Bedeutung des in 17:23-24 näher erläuterten Elterngebots wird auch an vielfachen weiteren Stellen im Koran deutlich (vgl. 2:83.180.215, 4:36, 29:8, 31:14-15, 45:15-17): Die Eltern sind zu ehren, man soll für sie sorgen und ihnen dankbar und treu ergeben sein. Diese Grundhaltung wird im Hadith breiter entfaltet, z. B. in der herausgehobenen Verehrung der Mutter (z. B. Ṣaḥīḥ al-Buḫārī § 5971; Sunan an-Nasāʾī § 3106) oder dem Appell, den guten Kontakt zu den Eltern und Geschwistern zu pflegen (u. a. Ǧāmiʿ at-Tirmiḏī § 1924).
Eine Einschränkung erfuhr das sonst unbedingt geltende Elterngebot lediglich in drei Fällen:
(1) Man durfte aus Solidarität zu den Eltern nicht das Recht beugen (vgl. 4:135).
(2) Man sollte ihnen nicht gehorchen, falls sie dazu aufriefen, Gott etwas zuzugesellen. Abgesehen davon mochte man auf sie hören sowie gütig und gerecht zu ihnen sein (vgl. 17:24, 29:8, 31:15, 45:17), sofern sie keine militante Feindschaft gegen die Gemeinde Muḥammads zeigten (vgl. 58:22, 60:8-9).
(3) Taten sie dies aber, so sollte man sie nicht auf Kosten der Gläubigen zu Beschützern nehmen. Vielmehr musste man sich – ggf. auch zum eigenen materiellen Nachteil! – von ihnen distanzieren, wenn sie gegen die Sache Gottes und der Muslime arbeiteten bzw. den – im Koran fast immer ans Unrecht gekoppelten – Unglauben dem Glauben und rechtschaffenen Tun vorzogen (vgl. 9:23-24, 58:22, 60:1-6).
Das Elterngebot sollte allerdings nicht nur mit Beschränkung auf die tatsächlichen Eltern, sondern auch auf die Älteren im Allgemeinen gelesen werden. So besagt ein kanonischer Hadith bei at-Tirmiḏī (st. 279/892) etwa – nur um ein Beispiel zu nennen –, dass derjenige, der den Älteren nicht mit Respekt begegne noch sich der Kinder erbarme, nicht zur islamischen Gemeinde gehöre, d. h. nicht ihre Wertvorstellungen teile (vgl. Ǧāmiʿ at-Tirmiḏī § 1919). Da Eltern ferner die ersten Autoritätspersonen sind, mit denen sich der Mensch in seiner Entwicklung „auseinandersetzen“ muss, mag das Elterngebot auch dahingehend erweitert werden, dass es die Achtung staatlicher und gesellschaftlicher Autoritäten im Allgemeinen (z. B. Lehrer, Polizisten, Ärzte, Richter, Politiker etc.) einbezieht.

### Verbot der Kindstötung
[6:151] (…) Tötet nicht eure Kinder aufgrund von Verarmung, (denn) Wir versorgen (sowohl) euch als auch sie. (…)
Das Verbot der Kindstötung bzw. das Kindergebot folgt in 6:151 direkt auf das Elterngebot, welches „Guttun“ (إحصان iḥsān) einfordert, insofern mag die ihm entgegengestellte, gewaltige Sünde der Kindstötung als das genaue Gegenteil dazu verstanden werden. Liest man den Vers so, dann ist das Kindergebot definitiv in die Aufforderung zum „Guttun“ hineingenommen, doch auch ohne diese Verknüpfung wird die Besonderheit des zweiten Familiengebots sofort deutlich, wenn man die daneben stehende Bemerkung betrachtet: Ist das biblische Elterngebot nach Eph 6,2 „das erste Gebot, das eine Verheißung hat“, so trifft diese Feststellung in 6:151 dagegen auf das Kindergebot zu, denn Gott verspricht hier, dass er sowohl für die Eltern als auch für die Kinder aufkommen wird. Damit wird das Kindergebot eng mit dem إيمان īmān, also dem „Gottvertrauen“ bzw. dem „Glauben“ an Gott und Seinen gnädigen Beistand verknüpft, was sonst eigentlich für kein weiteres Gebot in 6:151-153 gilt.
Darüber hinaus wird der Stellenwert des Kindergebots in 6:151 auch dadurch unterstrichen, dass es im Vergleich zu seiner Parallele in 17:31 eine Verschärfung erfährt: Heißt es dort nämlich, dass man die Kinder nicht aus Furcht vor Verarmung töten soll, so gilt es nunmehr selbst dann, wenn der Zustand der Verarmung bereits eingetreten ist. Eine wichtige Ergänzung bietet der ältere Vers 17:31 aber trotzdem, weil er unmissverständlich erklärt, dass die Kindstötung eine große Sünde (ḫiṭʾ kabīr) ist. Diese Aussage rückt die Kindstötung in den Bereich der كَبَائِر kabāʾir (Sg. كَبِيرَة kabīra), d. h. der „ganz großen Sünden“, die sich phänomenologisch – nicht vom Strafmaß her! – mit den „Todsünden“ vergleichen lassen. Der Begriff kabāʾir taucht bereits im Koran in dieser Bedeutung auf (vgl. 4:31, 42:37, 53:32), welcher dazu u. a. das Kämpfen im Heiligen Monat (vgl. 2:217), den Wein und das Glücksspiel (vgl. 2:219), den Verzehr des Vermögens der Waise (vgl. 4:2) sowie eben die Kindstötung (vgl. 17:31) zählt.
Die wichtigste Feststellung im Zusammenhang mit dem Kindergebot aus 6:151 und 17:31 ist aber, dass Kinder, und zwar Jungen wie auch Mädchen, nach koranischem Verständnis eigene und damit gesondert erwähnenswerte Rechte haben. Das grundlegendste dieser Rechte betrifft zunächst einmal dasjenige auf das Leben selbst, aber ebenso das Recht auf angemessene Fürsorge und Förderung sowie auf ein eigenes Vermögen, wie u. a. das Waisengebot in 6:152 (und 17:34) verdeutlicht. Aus dem Koran lassen sich zudem weitere Rechte von Kindern ableiten, wie etwa das Recht, bei den eigenen Eltern zu sein (vgl. 28:7-13) sowie das Recht auf eine gute Erziehung (vgl. 31:12-19). Überdies lehrt der Koran, dass Kinder einen Anspruch darauf haben, von ihren Eltern sowie von Erwachsenen im Allgemeinen ernst genommen zu werden (u. a. 12:4-6, 19:27-33.41-48). In der islamischen Tradition werden ferner weitere Rechte formuliert (z. B. das Recht auf einen schönen Namen, auf elterliche Liebe oder auf Ehrlichkeit vonseiten der Erwachsenen). Wer Kinder um ihre Rechte betrügt, wird zur Rechenschaft gezogen, und zwar spätestens am Gerichtstag, wie z. B. 81:8-9 nahelegt.
Des Weiteren wäre – gerade in Verbindung mit der vom Koran verurteilten Abschlachtung der Söhne der Israeliten unter dem tyrannischen Pharao (vgl. 2:49, 7:141, 14:6) – zu überlegen, inwiefern das Verbot der Kindstötung nicht stellvertretend auf den Schutz aller „Schwachen“ in einer Gesellschaft abzielt, über die man aufgrund ihrer Wehrlosigkeit unbeschränkte Macht hat. Zwar sind diese – ebenso wie die Kinder – prinzipiell auch in das allgemeine Tötungsverbot von 6:151 bzw. 17:33 hineingenommen, doch eine zweifache Erklärung ihres Rechts auf Leben verleiht dessen unbedingter Geltung natürlich mehr Nachdruck.

### Verbot der Unzucht und anderer sexueller Praktiken
[6:151] (…) Nähert euch nicht den Schändlichkeiten, (ganz gleich,) was von ihnen offen und was verborgen ist. (…)
Nachdem sich das erste Familiengebot auf die Eltern und das zweite auf die Kinder bezogen hat, steht im Mittelpunkt des dritten Familiengebots nun das Verhältnis zum Partner bzw. zu möglichen, aber unerlaubten Partnerschaften. Unter den in 6:151 genannten Schändlichkeiten (فَوَاحِش fawāḥiš, Sing. فَاحِشَة fāḥiša) versteht der Koran nämlich v. a. sexuelle Vergehen (u. a. 4:15.19.25, 7:80, 12:24), wie auch anhand der Parallele in 17:32 deutlich wird, welche die Unzucht (زنا zinā) als etwas Schändliches (fāḥiša) beschreibt. Inzest gilt nach 4:22 und 7:28 ebenfalls als fāḥiša und ist demnach strengstens verboten.
Das Schändlichkeitsverbot ist so formuliert, dass es nicht bloß den Akt der Unzucht usw. selbst berührt, sondern auch jeden Schritt auf dem Weg dorthin. Eine Geschlechtersegregation, wie sie in vielen islamischen Ländern – v. a. zum Nachteil der Frauen – anzutreffen ist, begründet es aber nicht. Ebenso wenig rechtfertigt es familiäre Selbstjustiz bei der Bestrafung junger Frauen oder Männer, die – wie auch immer zu definierende – Kontakte zum jeweils anderen Geschlecht pflegen, denn der Koran gestattet nirgendwo Morde zur Verteidigung der familiären Ehre. Stattdessen unterstreicht er den Schutz der Frau vor Verleumdung (vgl. 24:4-10) und verunmöglicht – durch seine Forderung von vier Augenzeugen – gewissermaßen auch die Vollstreckung der für Unzucht vorgesehenen Körperstrafe (100 Stockhiebe). Die Vorstellung, dass man seinen Partner, selbst wenn man ihn in flagranti mit jemand anderem erwischt, eigenmächtig richten könne, weist außerdem auch der Hadith entschlossen zurück (u. a. Ṣaḥīḥ Muslim § 1498).
Das unbedingte Meiden (اِجْتِنَاب iǧtināb) dessen, was zur Unzucht führen kann, hat demnach weitaus mehr mit einer Haltung zu tun. Es ist wichtig, sich der Schwere des Vergehens bewusst zu sein und die Grenzen des anderen zum Schutz seiner wie auch der eigenen Familie zu achten. Dass das in 6:151 erwähnte Verbot von Schändlichkeiten überdies auch jedwede Form von sexueller Gewalt einschließt, versteht sich von selbst.

### Allgemeines Tötungsverbot
[6:151] (…) Tötet nicht das Menschenleben, das Gott für unantastbar erklärt hat, es sei denn bei vorliegender Berechtigung. (…)
Das Tötungsverbot ist das letzte Gebot aus Vers 6:151 und schließt damit die Reihe der ersten fünf Gebote ab. Dabei lässt sich beobachten, dass die Abfolge dieser Gebote sukzessive vom Innen- zum Außenbereich übergeht, d. h. sie beginnt mit dem Alleinverehrungsgebot beim Menschen selbst und leitet dann mit den drei Familiengeboten auf dessen unmittelbares Umfeld über, bevor sie mit dem allgemeinen Tötungsverbot die Brücke zur Gesellschaft schlägt und damit den Übergang zu den Geboten in Vers 6:152 vorbereitet.
Das generelle Tötungsverbot in 6:151 (und 17:33) stellt eine Erweiterung zum kurz davor erwähnten Verbot der Kindstötung dar: Gott hat das Individuum (نفس nafs) für ḥarām (arabisch حرام) erklärt, was neben „unantastbar“ v. a. auch „heilig“ bedeutet, daher erfüllt man das koranische Tötungsverbot nicht allein schon dadurch, dass man sein Gegenüber am Leben lässt; stattdessen ist sein Leben zu schützen und zu fördern, was sich wiederum nicht nur auf dessen körperliches, sondern auch seelisches Wohl bezieht, denn das arabische Wort nafs steht auch für die Seele. Folgerichtig ist vom Menschen auch all dasjenige fernzuhalten, was ihn seelisch zerstören kann.
Zugleich sprechen die Verse 6:151 und 17:33 aber auch von einer Einschränkung des absoluten Tötungsverbots bei einem vorliegenden Rechtsanspruch (حقّ ḥaqq). Was genau unter einem solchen Rechtsanspruch zu verstehen ist, wird in 17:33 selbst konkretisiert, und zwar in Gestalt der Blutrache, die in der vorislamischen arabischen Stammesgesellschaft – so sonderbar dies aus heutiger Sicht auch klingen mag – als Deeskalationsinstrument diente: Bei einem Konflikt zwischen zwei Clans wegen eines Mordes sollte Gleiches mit Gleichem vergolten werden, um auf diese Weise einen Krieg zu verhindern. Obwohl der Koran den Tribalismus in letzter Konsequenz überwinden will, nimmt er im spätmekkanischen Kontext der Suren 6 und 17 auf diesen alten Brauch zunächst Rücksicht, schränkt ihn jedoch erstmals ein, indem er das Ausmaß der Rache einzudämmen sucht.

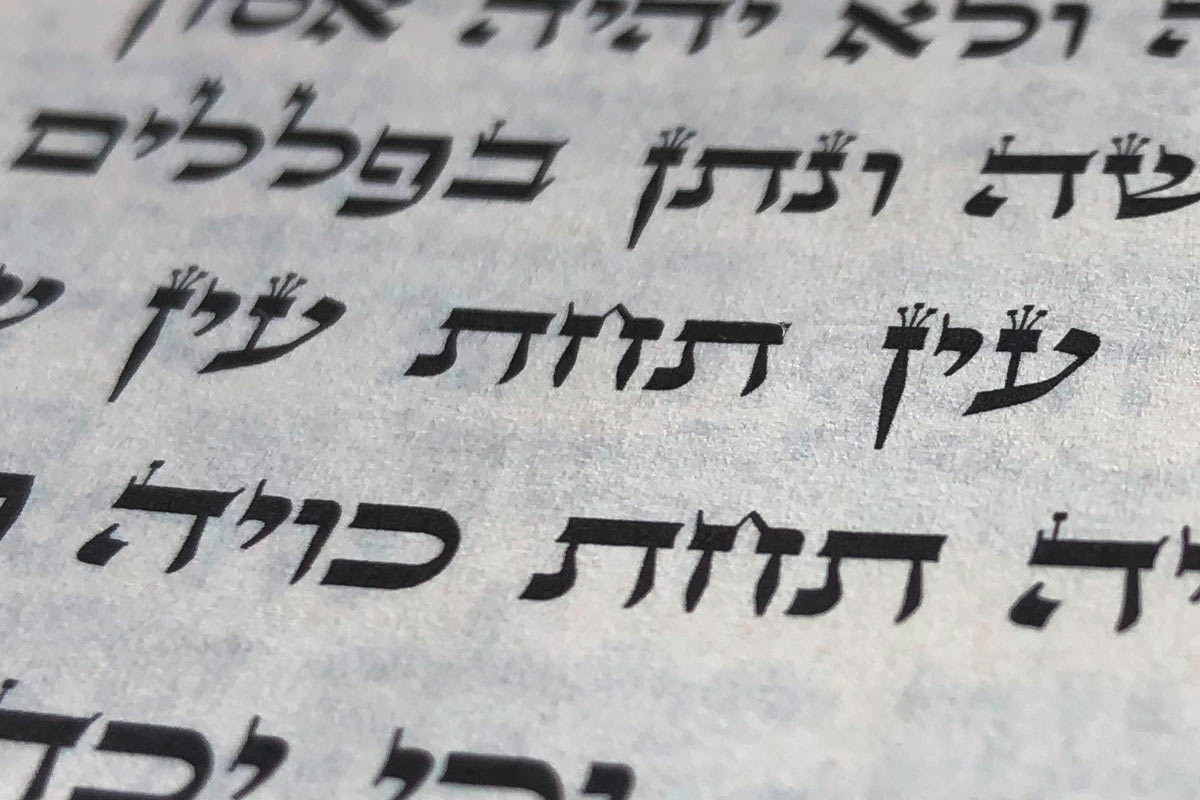
עין תחת עין „Ein Auge für ein Auge“ in der Tora, eine Parallele zu Sure 5:45

In Medina findet Muḥammad ebenfalls solche Stammesstrukturen vor, die er nicht von heute auf morgen völlig verändern kann, daher ist verständlich, warum auch der Koran das Recht auf Wiedervergeltung (قصاص qiṣāṣ) – erneut im Hinblick auf die gesellschaftliche Realität – in frühmedinensischer Zeit bestätigt (vgl. 2:178.194) und darauf verweist, dass es eigentlich dem Schutz des Lebens dient (vgl. 2:179). Mit qiṣāṣ wird allerdings ein neuer Begriff eingeführt, was nahelegen könnte, dass die Wiedervergeltung bereits ein Stück weit „institutionalisiert“, d. h. in die Hände einer stammesübergreifenden Rechtsprechung überführt worden ist. Die einschlägigen qiṣāṣ-Verse 2:178-179 lassen sich aufgrund ihrer Formulierung (vgl. die Parallele zu „Leben um Leben, Auge um Auge…“ in 5:45) aber auch anders verstehen; so etwa im Sinne einer Blut- oder Schmerzensgeldzahlung, welche ohnehin für Totschlag gelten (vgl. 4:92).
Dem islamrechtlichen Konsens zufolge werden die Verse 2:178-179 jedoch auf eine Todesstrafe für Mord (nicht Totschlag!) hin ausgelegt, und zwar zum einen unter Verweis auf die Schwere der Tat, die nach 5:32 einer Auslöschung der gesamten Menschheit gleichkommt, sowie zum anderen mit der Begründung, dass die Hinrichtung des Mörders weiteres Töten verhindere (evtl. 2:179). Wenn man sich vor Augen führt, dass die islamische Urgemeinde in der Wüste weder über einen Polizeiapparat noch über einen Strafvollzug verfügte, sondern überhaupt erst einmal für die Durchsetzung eines staatlichen Gewaltmonopols sowie einer allgemeinverbindlichen Rechtsprechung kämpfen musste, so lassen sich die Todesstrafe bei Mord sowie die koranischen Körperstrafen generell durchaus als ad hoc-Maßnahmen begreifen, die einer Weiterentwicklung des Rechts nicht im Wege stehen.
Der Umstand, dass 17:33 das unbedingte Tötungsverbot nur im Falle der Wiedervergeltung bei Mord einschränkt, zeigt überdies, dass Ehebruch, Apostasie und andere Vergehen keine Todesstrafe rechtfertigen. Dementsprechend sagt der Koran auch nichts über die Steinigung bei Ehebruch aus. Selbst die einschlägigen Hadithe dazu sind – abgesehen von ihrer fragwürdigen Authentizität – vielstimmig und kaum als Rechtsgrundlage geeignet. Ähnlich sieht es bei der Apostasie aus, wozu sich erneut nichts im Koran findet, während die Aussprüche aus der Sunna wohl eher politisch als religiös konnotiert sind, d. h. sie beziehen sich auf Hochverrat im Krieg und nicht auf die Annahme einer anderen Religion. Ein Menschenleben zu töten, ist gemäß dem Koran nur noch im Krieg gestattet, sofern damit zur Verteidigung der eigenen (oder einer verbündeten) Gemeinschaft beigetragen wird (u. a. 4:91). In diesem Zusammenhang ist es wichtig darauf hinzuweisen, dass im Grunde sämtliche koranische Kriegsverse auf einen bereits bestehenden Konflikt reagieren und nicht etwa zur Provokation eines solchen aufrufen.

### Waisengebot
[6:152] Nähert euch nicht dem Vermögen der Waise, es sei denn auf die beste Art, bis es seine Vollkraft erreicht hat. (…)
Als zweites Kindergebot innerhalb der koranischen Zehn Gebote erweitert das Waisengebot in 6:152 (und 17:34) den Rahmen des ersten Kindergebots gleich doppelt, denn zum einen rückt es neben den eigenen Kindern nun auch die Waisen als Schutzbedürftige in den Blick und zum anderen ergänzt es das dort erwähnte Recht auf Leben um das Recht zu erben und Eigentum zu besitzen.
In 17:34 folgt direkt auf das Waisengebot ferner das Gebot, seiner Verantwortung nachzukommen, indem man eingegangene Verpflichtungen erfüllt. Dieses Gebot muss nicht notwendig an das Waisengebot gekoppelt werden, da es weit mehr umfasst, jedoch mag es bei der Auslegung von Letzterem durchaus „mitgehört“ werden, zumal es ja noch im gleichen Vers steht und überdies auch der Wortlaut des Waisengebots selbst nahelegt, dass es mit dem bloßen Verzicht auf Selbstbereicherung noch nicht erfüllt sein kann.
Waisenkinder – im Übrigen auch Muḥammad selbst (vgl. 93:6)! – gerieten in vorislamischer Zeit nämlich zumeist unter die Obhut eines (nahen) Verwandten, der sich dazu bereit erklärte, die Vormundschaft für sie zu übernehmen und ihr Vermögen treuhänderisch zu verwalten. Dass ihnen dabei aber auch Liebe, Güte und Fürsorge entgegenzubringen war (und ist), unterstreicht der Koran indessen an zahlreichen Stellen sowohl in mekkanischen (vgl. 76:8, 89:17, 90:15, 93:9, 107:2) als auch in medinensischen Suren (u. a. 2:220, 4:2.10.36), wobei er v. a. in letzteren klarmacht, dass die Verantwortung für Waisenkinder die gesamte Gemeinschaft betrifft: Jeder soll sich ihrer nach Möglichkeit erbarmen, für sie spenden und im Allgemeinen nach Gerechtigkeit für sie streben (vgl. 2:177.215, 4:127). Ferner ist ein Teil der Steuern speziell für Waisen aufzuwenden (vgl. 4:8, 8:41, 59:7).
Das Verbot der Veruntreuung ist bemerkenswerterweise genauso absolut formuliert wie dasjenige der Unzucht, da es ebenfalls mit dem Imperativ: „Nähert euch nicht!“ (lā taqrabū), eingeführt wird.

## Wortlaut der Gebotsreihe in 17:23-39
Eine ausführlichere – und wohl auch etwas ältere – Fassung der Zehn Gebote ist in der 17. Sure zu finden, welche auch den Namen „Die Kinder Israels“ (Sūrat Banī Isrāʾīl) trägt. Sie ist vermutlich ebenfalls um das letzte Jahr vor der Auswanderung nach Medina „herabgesandt“ worden bzw. entstanden. Anders als 6:151-153 scheint sich die darin enthaltene Gebotsreihe der Verse 17:23-39 vornehmlich an die Gemeinde Muḥammads zu richten. Sie liest sich folgendermaßen:
| 1  | [17:23] Dein Herr hat bestimmt, dass ihr nur Ihm dienen sollt, |
| 2  | Und den Eltern Güte (erweisen) sollt. Wenn einer von ihnen oder beide bei dir ein hohes Alter erreichen, so sag zu ihnen nicht: Pfui!, und fahr sie nicht an, sondern sprich zu ihnen ehrerbietige Worte. [24] Senke für sie aus Barmherzigkeit den Flügel der Untergebenheit und sag: Mein Herr, erbarme dich ihrer, wie sie mich aufgezogen haben, als ich klein war. [25] Euer Herr weiß besser, was in eurem Inneren ist. Wenn ihr rechtschaffen seid, so ist Er für jene, die immer wieder umkehren, voller Vergebung. |
| 3  | [26] Lass dem Verwandten sein Recht zukommen, ebenso dem Bedürftigen und dem Reisenden, aber handle nicht ganz verschwenderisch. [27] Siehe, jene, die verschwenderisch sind, sind Brüder der Satane, (denn) der Satan ist gegenüber seinem Herrn sehr undankbar. [28] Falls du dich aber von ihnen (dem Verwandten, Bedürftigen etc.) abwendest im Streben nach einer von dir erhofften Barmherzigkeit deines Herrn, so sprich zu ihnen milde Worte. [29] Und lass deine Hand nicht an deinem Hals gefesselt sein, aber strecke sie auch nicht vollständig aus, sonst wirst du getadelt und mittellos dasitzen. [30] Dein Herr teilt den Lebensunterhalt großzügig, wem Er will, und auch bemessen zu. Er hat Kenntnis von Seinen Dienern, und Er sieht sie wohl. |
| 4  | [31] Tötet nicht eure Kinder aus Furcht vor Verarmung. Wir versorgen (sowohl) sie als auch euch. Siehe, sie zu töten ist eine große Sünde. |
| 5  | [32] Nähert euch nicht der Unzucht. Siehe, sie ist etwas Schändliches und ein übler Weg. |
| 6  | [33] Tötet nicht das Menschenleben, das Gott für unantastbar erklärt hat, es sei denn bei vorliegender Berechtigung. Wird jemand ungerechterweise getötet, so geben Wir seinem nächsten Verwandten Vollmacht (über den Mörder). Nur soll er nicht maßlos im Töten sein. Siehe, er wird Beistand finden. |
| 7  | [34] Nähert euch nicht dem Vermögen der Waise, es sei denn auf die beste Art, bis es seine Vollkraft erreicht hat. |
|    | Erfüllt eingegangene Verpflichtungen. Siehe, über die Verpflichtungen wird Rechenschaft gefordert. |
| 8  | [35] Gebt volles Maß, wenn ihr messt. Und wägt mit der richtigen Waage. Das ist besser und führt zu einem schöneren Ergebnis. |
| 9  | [36] Verfolge nicht das, wovon du kein Wissen hast. Siehe, über Gehör, Augenlicht und Herz, über all das wird Rechenschaft gefordert. |
| 10 | [37] Und schreite nicht unbekümmert auf der Erde umher. Du wirst die Erde ja weder durchbohren noch die Berge an Höhe erreichen können. |
|    | [38] Das Schlechte von alledem ist bei deinem Herrn verpönt. [39] Das ist etwas von dem, was dir dein Herr an Weisheit offenbart hat. Und setze Gott keinen anderen Gott zur Seite, sonst wirst du in die Hölle geworfen, getadelt und verstoßen. |

## Wirkungsgeschichte der koranischen Zehn Gebote
Die koranischen Zehn Gebote wurden bereits früh als Universalgesetz ausgelegt, wie ein Blick in die islamische Tradition zeigt: So werden die Verse 6:151-153 in einem Hadith bei at-Tirmiḏī etwa mit der Urkunde in Verbindung gebracht, auf welcher sich das Siegel Muḥammads befand (aṣ-ṣaḥīfa al-latī ʿalayhā ḫātam Muḥammad): Wer wissen wolle, was in jener stand, der möge 6:151-153 lesen (vgl. Ǧāmiʿ at-Tirmiḏī § 3070). Diese Bemerkung ist insofern aufschlussreich, als der arabische Begriff ṣaḥīfa auf die Urkunde von Medina (ṣaḥīfat al-Madīna) schließen lässt, bei welcher es sich um eine vertragliche Übereinkunft zwischen Muslimen, Juden und (teilweise) heidnischen Arabern handelte, die sich eine gemeinsame Rechtsordnung und Gerichtsbarkeit geben wollten.
Die zentrale Bedeutung von 6:151-153 spricht ferner auch aus anderen Überlieferungen, wo sie z. B. als waṣiyyat rasūl Allāh („die Weisung/das Vermächtnis des Gesandten Gottes“) beschrieben und damit – analog zum Dekalog in der Bibel! – als Zusammenfassung der göttlichen Weisungen betrachtet werden. Der Korangelehrte Ibn Kaṯīr (st. 774/1373) bezeichnet die Verse sogar als umm al-kitāb (etwa „Urschrift“) und unterstreicht damit ihre zeitlose Gültigkeit. Ein ganz ähnlicher – weil ebenfalls auf Koran 3:7 basierender – Gedanke findet sich schon im Korankommentar von aṭ-Ṭabarī (st. 310/923): Er zitiert eine Überlieferung des Prophetengefährten Ibn ʿAbbās (st. 68/687), nach welcher es sich bei 6:151-153 um al-āyāt al-muḥkamāt, also „die eindeutigen Verse“ (im Koran) schlechthin handle. Dieses Urteil taucht in ausführlicherer Form auch im Tafsir von al-Qurṭubī (st. 671/1272) auf. In der dort wiedergegebenen Tradition sagt Ibn ʿAbbās, dass die Verse 6:151-153 in sich eindeutig seien und dass alle Religionen auf der Erde im Hinblick auf die darin enthaltenen Gebote übereinstimmen würden. Ferner erwähnt er die Auffassung, dass jene Gebote mit den „Zehn Worten“ (al-ʿašr kalimāt) identisch seien, welche Mose einst gegeben wurden.
Letzteres Verständnis, welches ein Stück weit auch vom Korantext selbst nahegelegt wird (vgl. 6:154), ist gleichsam in weiteren klassischen Korankommentaren anzutreffen; so etwa bei aṭ-Ṭabarī, der einen Ausspruch des – vormals jüdischen – Tābiʿī Kaʿb al-Aḥbār (st. 32/653) zitiert, nach dem die basmala (arabisch بسملة), d. h. die Formel: بسم الله الرحمن الرحيم „Im Namen Gottes, des Erbarmers, des Barmherzigen“, und 6:151-153 das Erste gewesen sein sollen, was in der Tora stand (awwal šayʾ fī t-Tawrāh). Nahezu dasselbe überliefern auch al-Qurṭubī und as-Suyūṭī (st. 911/1505), und zwar Ersterer unter Berufung auf Kaʿb sowie Letzterer auf der Autorität von Abū ʿUbayd (st. 224/828).
Es zeigt sich demnach, dass die islamische Tradition schon recht früh eine große Nähe zwischen 6:151-153 und dem biblischen Dekalog gesehen hat, was nicht zuletzt wohl an der – schon von dem Koranexegeten Hartwig Hirschfeld (1854–1934) festgestellten – Ähnlichkeit der beiden Texte gelegen haben wird. Darüber hinaus ist angesichts der genannten Autoritäten festzustellen, dass sich diese enge Assoziation in der Exegese auch durchsetzen konnte, wenngleich es sich offenbar erst später – nachweislich bei Ibn Taymiyya (st. 728/1328) – etabliert hat, die Gebotsreihe aus 6:151-153 tatsächlich als „Zehn Gebote“ (al-waṣāyā al-ʿašr) zu bezeichnen.
Die längere Fassung der Zehn Gebote in 17:23-39 wird von vielen Exegeten in einem Atemzug mit 6:151-153 angeführt, wenngleich Letztere in der Rezeption doch eine gewisse Dominanz zu besitzen scheinen.

## Die Zehn Gebote in Koran und Bibel: Gemeinsamkeiten und Unterschiede
Trotz ihrer teils bemerkenswerten inhaltlichen Nähe zu den alttestamentlichen Quellen Exodus 20,2-17 und Deuteronomium 5,6-21 weisen die Gebotsreihen aus 6:151-153 und 17:23-39 doch ein eigenes – und von der Bibel unabhängiges – Profil auf, was allein schon an ihrer Anordnung erkennbar ist. Im biblischen Dekalog werden nämlich zunächst alle auf Gott bezogenen Gebote vorgetragen und erst im Anschluss daran die zwischenmenschlichen Gebote genannt, was eine Aufteilung des Dekalogs auf zwei Tafeln ermöglicht. In 6:151-153 und 17:23-39 dagegen stehen die zwischenmenschlichen Gebote im Zentrum und die „Gottesgebote“ jeweils als Rahmung am Anfang und Ende.
Darüber hinaus finden sich auch im Hinblick auf die Einzelgebote einige inhaltliche Besonderheiten, die zeigen, dass die koranischen Zehn Gebote nicht direkt vom biblischen Dekalog abhängig sind. Sie scheinen sich sogar innerkoranisch ein Stück weit von der Mose-Erzählung abzugrenzen, denn obwohl der Koran von den Gesetzestafeln Moses berichtet (vgl. 7:145) und an einer anderen Stelle zudem einige Gebote erwähnt, die den Kindern Israels übermittelt worden sein sollen (vgl. 2:83-84), fällt dennoch auf, dass sich jene Gebote nicht mit denen in 6:151-153 oder 17:23-39 decken. Vermutlich sollte diese Abweichung verhindern, dass die koranischen Zehn Gebote zu sehr mit Mose und den Kindern Israels identifiziert und damit für nicht länger relevant erachtet würden. Die grundsätzlichen Gemeinsamkeiten zur Tora werden indessen ja bekräftigt, wie v. a. aus 6:154 ersichtlich scheint.
Die auffälligste Besonderheit der koranischen Zehn Gebote gegenüber dem Dekalog der Bibel liegt wohl darin, dass sie gleich zwei Gebote enthalten, die Kinder betreffen. Was den Zehn Geboten im Koran indessen jeweils fehlt, ist eine Parallele zum Schabbatgebot. Erklären lässt sich dies anhand der Tatsache, dass es sich bei 6:151-153 sowie 17:23-39 um rein ethische Gebotsreihen handelt. Kultische Verordnungen sind hier offenbar bewusst vermieden worden, um die Universalisierbarkeit der betreffenden Gebote zu gewährleisten: Wie es scheint, sind sie nicht als spezifisch islamische Grundsätze verlautbart worden, sondern sollten auch für die Angehörigen anderer Religionen (v. a. Juden und Christen) annehmbar sein. Dies würde auch erklären, warum der Koran im Zusammenhang mit dem Alleinverehrungsgebot – anders als die Bibel – bewusst auf ein Bilderverbot verzichtet (siehe Bilderverbot im Islam).
Die übrigen Abweichungen zwischen den Zehn Geboten in Koran und Bibel sind – zumindest von ihrem Gegenstand her – allerdings weniger groß, wie die nachfolgende Übersicht zeigt. Nichtsdestoweniger finden sich in den Formulierungen der einzelnen Gebote bisweilen feine Unterschiede.
| Ex 20,2-17               | 6:151-153                                 | 17:23-39                   | Dtn 5,6-21               |
| ------------------------ | ----------------------------------------- | -------------------------- | ------------------------ |
| 1. Alleinverehrungsgebot | 1. Alleinverehrungsgebot                  | 1. Alleinverehrungsgebot   | 1. Alleinverehrungsgebot |
| 2. Verbot der Blasphemie | 2. Elterngebot                            | 2. Elterngebot             | 2. Verbot der Blasphemie |
| 3. Schabbatgebot         | 3. Verbot der Kindstötung                 | 3. Fürsorgegebot           | 3. Schabbatgebot         |
| 4. Elterngebot           | 4. Verbot sex. Vergehen                   | 4. Verbot der Kindstötung  | 4. Elterngebot           |
| 5. Mordverbot            | 5. Tötungsverbot                          | 5. Verbot der Unzucht      | 5. Mordverbot            |
| 6. Ehebruchverbot        | 6. Waisengebot                            | 6. Tötungsverbot           | 6. Ehebruchverbot        |
| 7. Diebstahlverbot       | 7. Gebot ehrlichen Handels                | 7. Waisengebot             | 7. Diebstahlverbot       |
| 8. Wahrheitsgebot        | 8. Gebot gerechter Rede                   | 8. Gebot ehrlichen Handels | 8. Wahrheitsgebot        |
| 9. Begehrensverbot (I)   | 9. Bundesgebot                            | 9. Verbot der Neugierde    | 9. Begehrensverbot (I)   |
| 10. Begehrensverbot (II) | 10. Gebot, dem einen Weg Gottes zu folgen | 10. Achtsamkeitsgebot      | 10. Begehrensverbot (II) |